# Beebeomyia calligastra
Beebeomyia calligastra är en tvåvingeart som först beskrevs av Willi Hennig 1937.  Beebeomyia calligastra ingår i släktet Beebeomyia och familjen Richardiidae.
Artens utbredningsområde är Peru. Inga underarter finns listade i Catalogue of Life.